# Abzeichen für besondere Leistungen im Truppendienst
Abzeichen für besondere Leistungen im Truppendienst sind drei verschiedene Abzeichen der Bundeswehr (Leistungsabzeichen, Reservistenleistungsabzeichen und Schützenschnur) mit denen gemäß der Zentralrichtlinie A1-2630/0-9804 „Anzugordnung für Soldatinnen und Soldaten der Bundeswehr“ besondere truppendienstliche und sportliche Leistungen von aktiven Soldaten (Kap. 5, Abschn. 5.12.2 „Abzeichen für besondere Leistungen im Truppendienst“), Reservisten der Bundeswehr (Kap. 5, Abschn. 5.12.3 „Reservistenleistungsabzeichen“) und befreundeter Streitkräfte gewürdigt werden.

## Leistungsabzeichen

### Trageweise

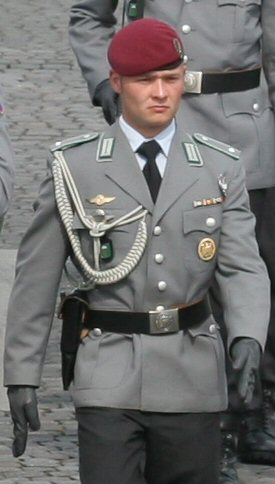
Fallschirmjäger mit dem Leistungsabzeichen in Gold

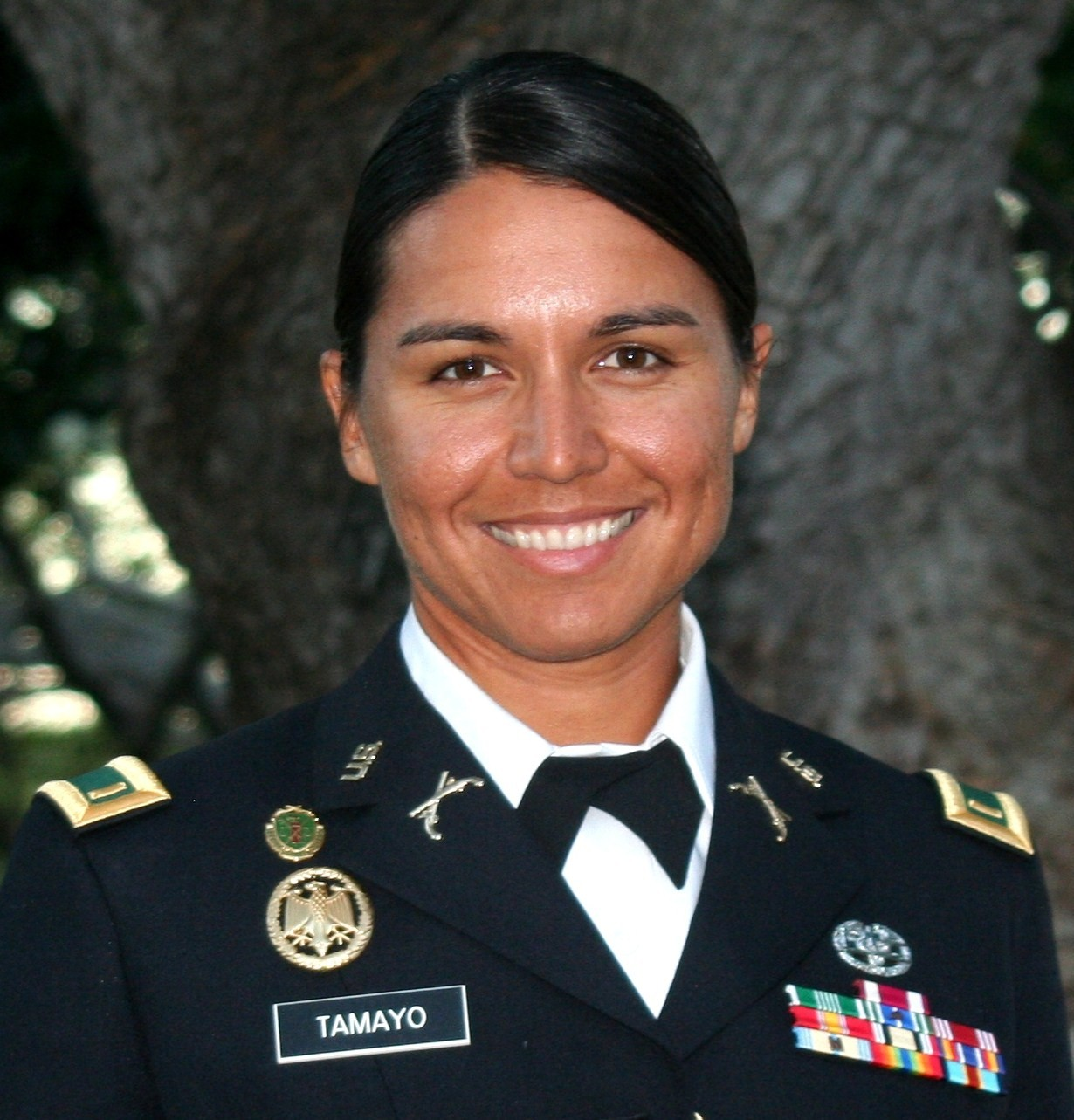
US-Soldatin der Nationalgarde von Hawaii, Tulsi Gabbard, mit dem Leistungsabzeichen in Gold

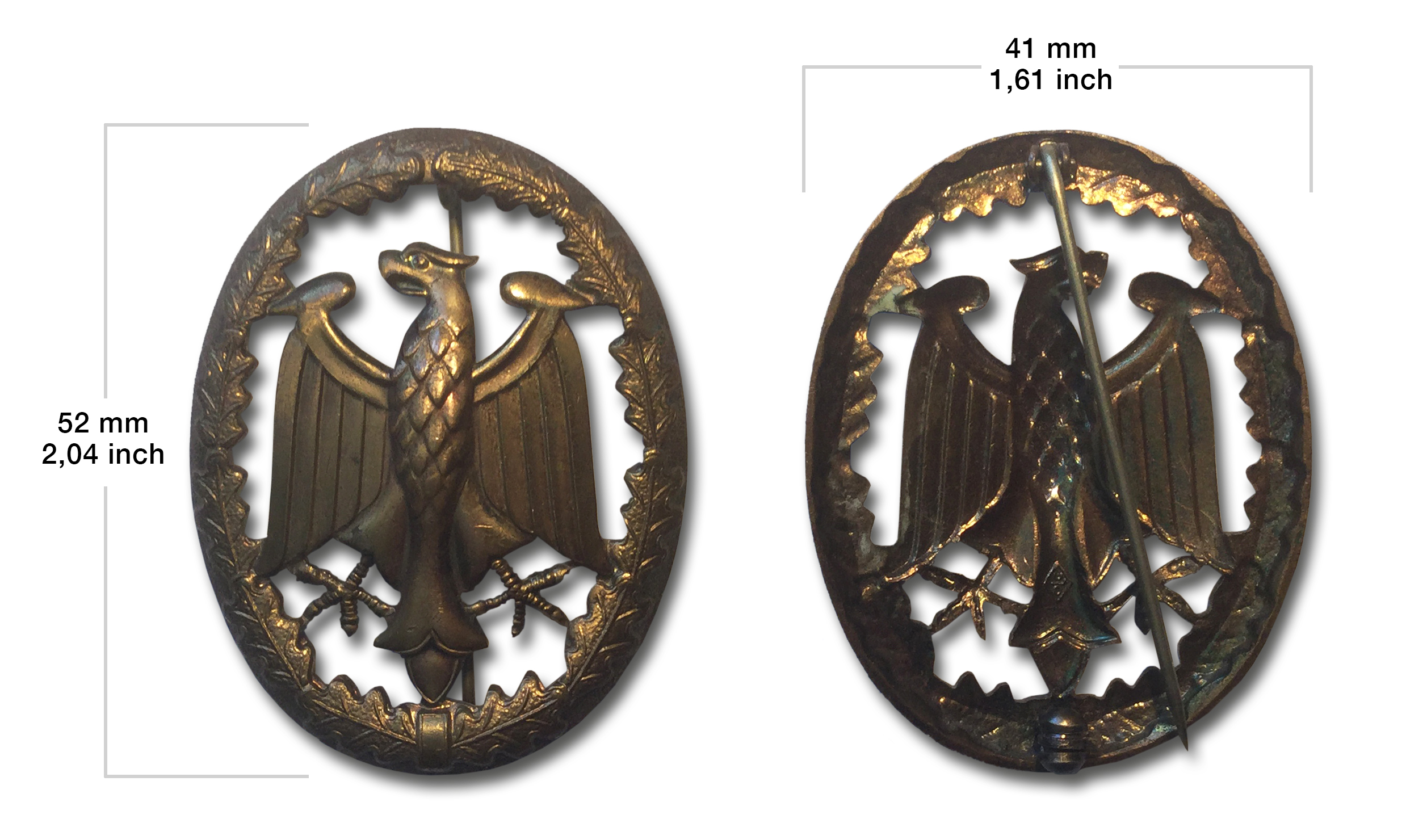
Vorder- und Rückseite des Leistungsabzeichen in Bronze (Vers. 1983) mit Größenangaben.

Das Leistungsabzeichen wird als Metallabzeichen in Originalgröße (wie rechts abgebildet) auf der Falte bzw. auf der Mitte der linken Brusttasche oder an gleicher Stelle bei Bekleidungsstücken ohne aufgesetzte Taschen von Dienstjacke, Diensthemd sowie Jackett des Gesellschaftsanzuges getragen. Auf Dienstjacke und Jackett des Gesellschaftsanzuges darf das Leistungsabzeichen auch als selbstbeschafftes, gesticktes Stoffabzeichen aufgenäht sein. An Feldbluse, Bordjacke und Bordhemd hingegen dürfen nur selbstbeschaffte Stoffabzeichen getragen werden; nur am Tag der Aushändigung darf das Metallabzeichen dort angesteckt werden.

### Anforderungen

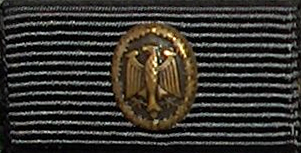
Leistungsabzeichen als Bandschnalle (nicht erlaubt an Bundeswehr-Uniformen)

Die Voraussetzungen für die Aushändigung des 1971 geschaffenen Leistungsabzeichens regelt die Zentralrichtlinie A2-2630/0-0-5 „Anzugordnung für die Soldatinnen und Soldaten der Bundeswehr“. Das Leistungsabzeichen kann frühestens nach vier Monaten Dienst an jeden Soldaten jeder Teilstreitkraft verliehen werden, im Rahmen einer Reservedienstleistung oder Dienstlichen Veranstaltung (DVag) auch an Reservisten. Für die Erlangung des Reservistenleistungsabzeichen müssen zusätzliche Anforderungen erfüllt werden. Das Leistungsabzeichen darf nicht „ehrenhalber“ vergeben werden. Es existiert in drei Stufen:
- Stufe I in Bronze
- Stufe II in Silber
- Stufe III in Gold, bei Wiederholung mit aufgeprägter Zahl in Fünferschritten (5, 10, 15, …)

Das Leistungsabzeichen kann direkt in Silber oder Gold verliehen werden, ohne die niedrigeren Stufen zu durchlaufen.

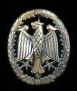
Stufe I
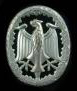
Stufe II
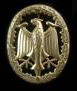
Stufe III

Um das Leistungsabzeichen verliehen zu bekommen, müssen nachstehend genannte Voraussetzungen im Zeitraum von zwölf Kalendermonaten erfüllt werden:

#### Allgemeine militärische Leistungen
- Schießfertigkeit:

Die Bedingungen sind erfüllt, wenn eine der für die Schützenschnur mindestens notwendigen Wertungsübungen entsprechend für Bronze, Silber und Gold mit einer der Waffen Gewehr, Pistole, Maschinengewehr, Maschinenpistole oder Panzerfaust 3 erfüllt ist. Für die Inhaber einer in den letzten 12 Monaten erworbenen Schützenschnur, die mindestens der Stufe des zu erwerbenden Leistungsabzeichens entspricht, gelten die Bedingungen als erfüllt.
| Stufe I   | Stufe II  | Stufe III |
| --------- | --------- | --------- |
| 4 Treffer | 5 Treffer | 6 Treffer |
- Selbst- und Kameradenhilfe (Nachweis nicht älter als drei Jahre):

Nachweis über die praktischen und theoretischen Kenntnisse in der Selbst- und Kameradenhilfe nach den Vorgaben der Weisungen Einsatzersthelfer A (EH-A) (Combat First Responder; CFR) in der jeweils gültigen Fassung.
- Elementare ABC-Schutzmaßnahmen (Nachweis nicht älter als ein Jahr):

Sichere und richtige Handhabung der persönlichen ABC-Schutzausstattung: Aufsetzen der ABC-Schutzmaske in höchstens 7 Sekunden unter Beachtung der festgelegten Reihenfolge und selbständiges Herstellen der Bedrohungs- und auftragsangepassten Schutzzustände 0 bis 4 (BAS 0-4). Siehe auch: ABC-Abwehr aller Truppen (Bundeswehr). Vergleichbar mit den MOPP (Mission Oriented Protective Posture) Level 4 Test der US-Streitkräfte.

#### Körperliche Leistungsfähigkeit
- Marsch:

Es muss der Nachweis eines Leistungsmarsches erbracht werden. Die Distanzen wurden von früher bis zu 30 km auf folgende Werte reduziert: 
| Stufe I        | Stufe II       | Stufe III        |
| -------------- | -------------- | ---------------- |
| 6 km in 60 min | 9 km in 90 min | 12 km in 120 min |
Der Marsch zu Fuß ist im Feldanzug, Tarndruck, allgemein oder Bord- und Gefechtsanzug und mit Gepäck von mindestens 15 kg Gewicht durchzuführen. Die Zeit von zehn Minuten pro km ist im Schnitt nicht zu überschreiten. Steigungen und Gefälle sollen einander ausgleichen.
Angehörige der Marine können anstelle des Marsches Kleiderschwimmen (d. h. bekleidet mit Hose und Jacke, anschließend in Schwimmlage ohne Stützhilfe entkleiden) wählen.
| Altersklasse | Stufe I (200 m) | Stufe II (300 m) | Stufe III (300 m) |
| --- | --------------- | ---------------- | ----------------- |
| 18–39 Jahre | ≤ 8 min         | ≤ 12 min         | ≤ 9 min           |
| 40–44 Jahre | ≤ 8 min         | ≤ 12 min         | ≤ 9:30 min        |
| 45–49 Jahre | ≤ 8 min         | ≤ 12 min         | ≤ 10 min          |
| 50–59 Jahre | ≤ 8 min         | ≤ 12 min         | ≤ 11 min          |
| „Kleiderschwimmen“ nach den Bedingungen der Deutschen Lebens-Rettungs-Gesellschaft bzw. der Wasserwacht im Deutschen Roten Kreuz. |                 |                  |                   |
- Basis-Fitness-Test (BFT)

Als Leistungsnachweis gilt der innerhalb des Zwölfmonatszeitraumes erfolgreich abgelegte oder wiederholte Basis-Fitness-Test.
Für die Stufe I (Bronze) Qualifikationsmerkmal „zufriedenstellend“.
Für die Stufe II (Silber) Qualifikationsmerkmal „gut“.
Für die Stufe III (Gold) Qualifikationsmerkmal „sehr gut“.
- Schwimmen

100-m-Kleiderschwimmen in höchstens 4 Minuten mit anschließendem Entkleiden im Wasser gemäß den Ausführungsbestimmungen der DLRG bzw. der Wasserwacht im DRK für diese Übung.

#### Fachliche Leistungen
- Hierfür gelten die Wertungen der Einzelmerkmale der „Aufgabenerfüllung auf dem/den Dienstposten“, „Zielerreichung“, „Belastbarkeit“ und „Fachkenntnis und praktisches Können“ der letzten planmäßigen Beurteilung oder einer Sonderbeurteilung. Jedem dieser Einzelmerkmale muss für alle Stufen des Leistungsabzeichens mindestens die Wertung „3“ (= Die Leistungserwartungen wurden erfüllt.) zugeordnet sein. Ist keine Beurteilung zu erstellen oder liegt noch keine Beurteilung vor, so kann die bzw. der Disziplinarvorgesetzte hier dennoch die Bedingungen als erfüllt vermerken, wenn sie bzw. er diesen Einzelmerkmalen mindestens die Wertung „3“ zuordnen würde.

Allgemein kann das Leistungsabzeichen nur in der Stufe ausgehändigt werden, die der niedrigsten erfüllten Stufe der Wertungsübung oder des Leistungsmarsches entspricht.

##### Besonderheiten für behinderte Soldaten
Für behinderte Soldaten können folgende Regelungen abweichen:
- Marsch: Der Soldat kann die Regelung für Angehörige der Marine wählen (Kleiderschwimmen)
- Sportliche Leistungen: Das Deutsche Sportabzeichen wird unter Behindertenbedingungen abgelegt.

Durch truppenärztliche Bescheinigung ist jedoch nachzuweisen, dass gegen die Ablegung der geforderten Disziplinen keine Bedenken bestehen.

## Reservistenleistungsabzeichen
| Stufe I | Stufe II | Stufe III | Stufe III 10 Mal abgelegt | Stufe III 25 Mal abgelegt |
| ------- | -------- | --------- | ------------------------- | ------------------------- |
|         |          |           |                           |                           |

Das Reservistenleistungsabzeichen entspricht in der Ausführung dem Leistungsabzeichen mit einem zusätzlich eingeprägten „R“ (wie abgebildet).
Die Trageweise entspricht der des Leistungsabzeichens, zusätzlich darf das Reservistenleistungsabzeichen in Miniaturausführung auch zum Zivilanzug getragen werden.
Das Reservistenleistungsabzeichen weicht vom Leistungsabzeichen durch folgende zwei Unterschiede ab:
1. Das Reservistenleistungsabzeichen kann nur durch Reservisten erworben werden.
2. Zusätzlich zu den vorgenannten Bedingungen des Leistungsabzeichens sind weitere Leistungen zu erbringen:

- Es muss die Wertungsübung MG-S-3 erfüllt werden.
- Es muss ein Handgranatenzielwurf erfolgreich absolviert werden:

| Altersklasse                                                                                      | Stufe I   | Stufe II  | Stufe III |
| ------------------------------------------------------------------------------------------------- | --------- | --------- | --------- |
| 18–29 Jahre                                                                                       | 64 Punkte | 66 Punkte | 70 Punkte |
| 30–44 Jahre                                                                                       | 60 Punkte | 62 Punkte | 65 Punkte |
| 45–59 Jahre                                                                                       | 55 Punkte | 58 Punkte | 60 Punkte |
| Geforderte Punkte im Handgranatenzielwurf für einzelne Stufen des Reservistenleistungsabzeichens. |           |           |           |
Es müssen je vier Würfe in 20 m, 25 m, 30 m und 35 m entfernt liegende Ziele gemacht werden. Die Ziele bestehen dabei jeweils aus einem zwei Meter großen Innenkreis und einem vier Meter großen Außenkreis. Die Wertung erfolgt nach folgender Punktetabelle:
| Entfernung des Ziels                                     | Treffer im Innenkreis | Treffer im Außenkreis |
| -------------------------------------------------------- | --------------------- | --------------------- |
| 20 m                                                     | 7 Punkte              | 3 Punkte              |
| 25 m                                                     | 8 Punkte              | 4 Punkte              |
| 30 m                                                     | 9 Punkte              | 5 Punkte              |
| 35 m                                                     | 10 Punkte             | 6 Punkte              |
| Punktetabelle für die Wertung des Handgranatenzielwurfs. |                       |                       |
- Es muss ein Hindernislauf in einer vorgegebenen Zeit absolviert werden. Dabei kann man zwischen zwei Varianten wählen:

1. Hindernislauf über 225 m mit 11 Hindernissen auf einer herkömmlichen Hindernisbahn (ohne das Hindernis Kampfstand).
| Altersklasse                                        | Stufe I    | Stufe II   | Stufe III  |
| --------------------------------------------------- | ---------- | ---------- | ---------- |
| 18–29 Jahre                                         | ≤ 2:00 min | ≤ 1:55 min | ≤ 1:50 min |
| 30–44 Jahre                                         | ≤ 2:15 min | ≤ 2:10 min | ≤ 2:05 min |
| 45–59 Jahre                                         | ≤ 2:40 min | ≤ 2:35 min | ≤ 2:30 min |
| Geforderte Zeiten für den Hindernislauf über 225 m. |            |            |            |
2. Hindernislauf über 400 m mit 14 Hindernissen in einer festgelegter Reihenfolge folgender Hindernisse:
- - Stolperstrecke
  - Kriechstrecke
  - Balkenhindernisse
  - Hürde
  - Graben

| Altersklasse                                        | Stufe I    | Stufe II   | Stufe III  |
| --------------------------------------------------- | ---------- | ---------- | ---------- |
| 18–29 Jahre                                         | ≤ 3:00 min | ≤ 2:50 min | ≤ 2:40 min |
| 30–44 Jahre                                         | ≤ 3:40 min | ≤ 3:30 min | ≤ 3:20 min |
| 45–59 Jahre                                         | ≤ 4:20 min | ≤ 4:10 min | ≤ 4:00 min |
| Geforderte Zeiten für den Hindernislauf über 400 m. |            |            |            |
Wurden diese Bedingungen zusätzlich zu den Bedingungen des Leistungsabzeichens erfüllt, kann das Reservistenleistungsabzeichen durch die Disziplinarvorgesetzten des Übungstruppenteils verliehen werden.

## Leistungsabnahme
Für die Abnahme ist der Disziplinarvorgesetzte oder ein von ihm beauftragter und geeigneter Soldat verantwortlich. Alle Leistungen müssen innerhalb von 12 Monaten erbracht werden.

## Aushändigung
Die Aushändigung der Abzeichen hat in würdiger Form zu erfolgen. Sie erfolgt für Leistungsabzeichen und Reservistenleistungsabzeichen in Stufe I (Bronze) durch den nächsten Disziplinarvorgesetzten; bei den Stufen II (Silber) und III (Gold) muss es ein Disziplinarvorgesetzter mit mindestens der Disziplinarkompetenz eines Bataillonskommandeurs sein. Bei Reservisten kann die Verleihung alternativ auch durch das zuständige Landeskommando erfolgen.
Hierbei erhält der Soldat für den Dienstanzug ein Metallabzeichen in Originalgröße, das in sein Eigentum übergeht. Daneben erhält er auf jeden Fall ein Besitzzeugnis mit Trageerlaubnis sowie eine Urkunde oder eine Kopie des Nachweis der für den Erwerb des Abzeichens für Leistungen im Truppendienst geforderten Leistungen.
Hauptsächlich beim Reservistenleistungsabzeichen, aber auch beim Leistungsabzeichen selbst, wird manchmal aus dem Kameradenkreis oder vom Reservistenverband das Abzeichen zusätzlich als verkleinerte Anstecknadel ausgehändigt, die ausschließlich an ziviler Bekleidung getragen werden darf.